# Abdominal

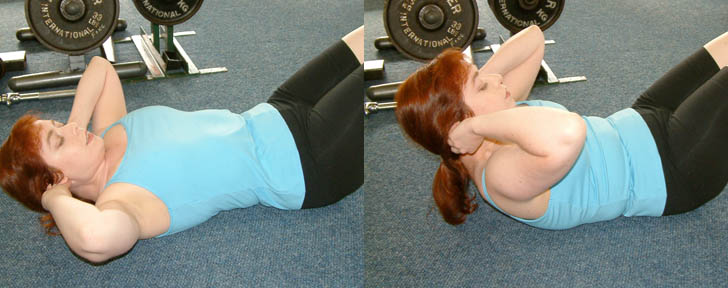
Fazendo o abdominal

O abdominal é um exercício que trabalha o músculo reto abdominal. Ele permite construir abdominais "six-pack" e apertar a barriga. Os abdominais usam o próprio peso corporal do praticante para tonificar os músculos e são recomendados por alguns especialistas, apesar dos resultados negativos da pesquisa, como um exercício de baixo custo que pode ser realizado em casa. De acordo com especialistas como o pesquisador canadense de biomecânica Stuart McGill, abdominais são menos eficazes do que outros exercícios, como a ponte, e trazem risco de lesão nas costas.

## Forma

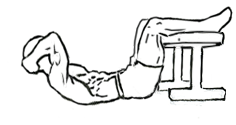
Em um abdominal, a parte inferior das costas não levanta do chão

O professor de biomecânica Stuart McGill foi citado no blogue The New York Times Health como tendo afirmado:
Um bom abdominal começa com você deitado, um joelho dobrado e as mãos posicionadas abaixo da parte inferior das costas para apoio. "Não faça pressão no abdômen ou pressione as costas contra o chão", diz McGill. Levante suavemente a cabeça e os ombros, segure brevemente e relaxe novamente.
A pesquisa posterior de McGill, no entanto, mostrou que abdominais e flexões são exercícios medíocres de construção de força e realmente machucam muitas pessoas.
Em um abdominal, ao contrário de um sit-up, a parte inferior das costas permanece no chão. Diz-se que isso elimina qualquer envolvimento dos flexores do quadril e torna o abdominal um exercício eficaz para o abdômen.